# Chutor

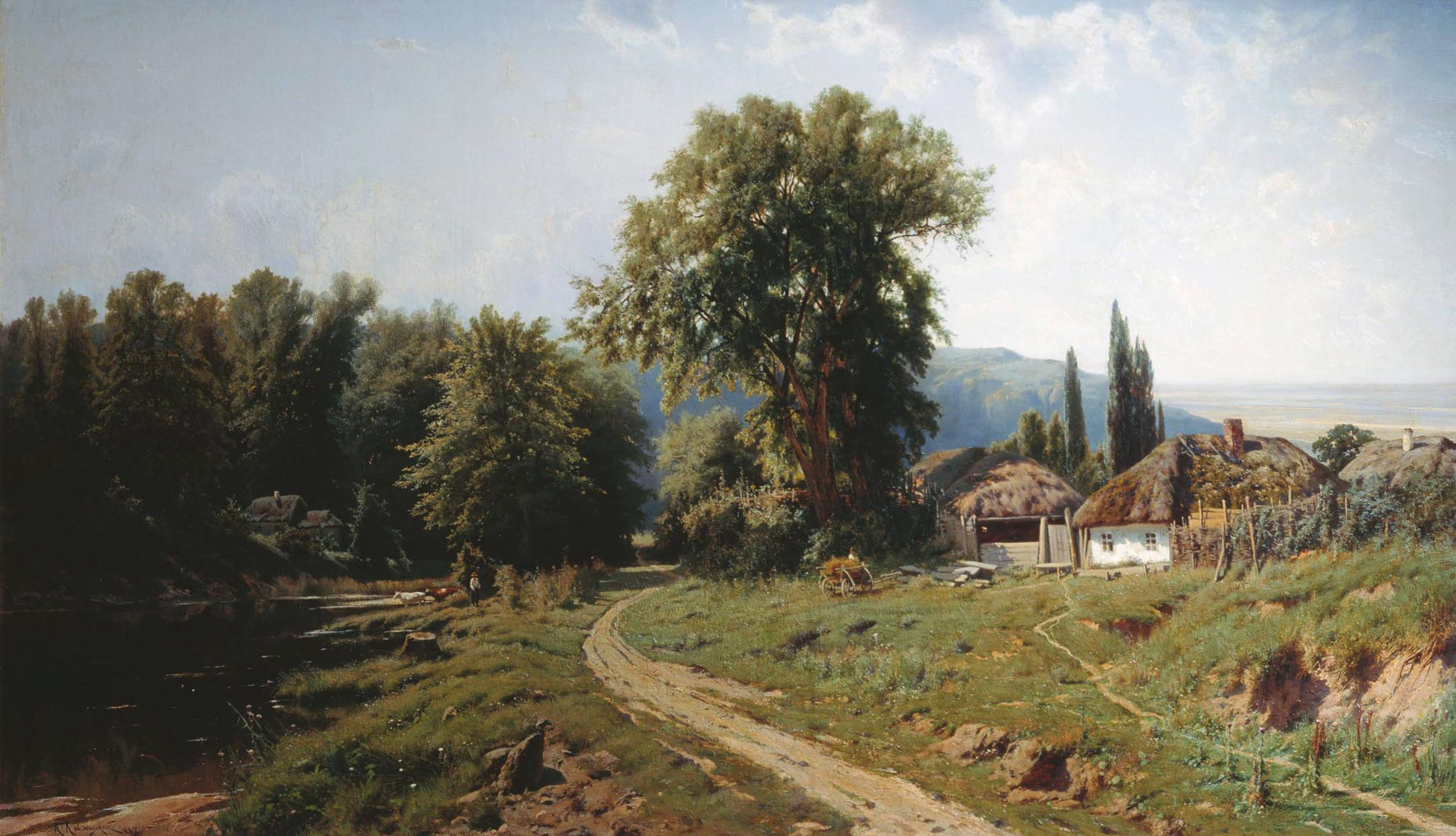
Chutor in un dipinto di Kryžyc'kyj del 1884

Il termine chutor (in russo хутор?, hutor, chutor; in ucraino хутір?, chutir) indica insediamenti umani tipici dell'Europa dell'Est di dimensioni minime, costituiti da poche costruzioni.
Presso i Cosacchi del Don e del Kuban' con la parola chutor si indicavano insediamenti anche più grandi, nati inizialmente come punti di appoggio durante l'esplorazione e la colonizzazione delle terre circostanti ai villaggi (sëla e stanicy).
All'inizio del XX secolo, con lo sviluppo del capitalismo e le riforme di Stolypin, venivano indicati come chutor anche poderi privati, in genere abitati da contadini arricchiti che fuoriuscivano dalle obščiny collettive. La maggior parte dei chutor di questo tipo è stata soppressa con la collettivizzazione delle terre durante il periodo sovietico.